# Équipe de France de rugby à XV au Tournoi des Cinq Nations 1993
L'équipe de France remporte le Tournoi des Cinq Nations 1993 en étant très près de réussir un Grand Chelem car elle remporte trois matches et n’a perdu le quatrième à Twickenham contre l'Angleterre que par un point d'écart. L'équipe est conduite par son capitaine Jean-François Tordo, entraînée par Pierre Berbizier.
Les dix-sept joueurs ont contribué à ce succès.

## Les joueurs

### Première ligne
- Louis Armary
- Jean-François Tordo
- Laurent Seigne

### Deuxième ligne
- Abdelatif Benazzi
- Olivier Roumat

### Troisième ligne
- Philippe Benetton
- Laurent Cabannes
- Marc Cécillon

### Demi de mêlée
- Aubin Hueber

### Demi d'ouverture
- Didier Camberabero
- Franck Mesnel

### Trois-quarts centre
- Philippe Sella
- Thierry Lacroix

### Trois-quarts aile
- Pierre Hontas
- Philippe Saint-André

### Arrière
- Jean-Baptiste Lafond
- Stéphane Ougier

## Résultats des matches
- 16 janvier 1993, défaite 15 à 16 en match d'ouverture de l'épreuve contre l'Angleterre à Twickenham
- 6 février, victoire 11 à 3 contre l'Écosse à Paris
- 20 février, victoire 21 à 6 contre l'Irlande à Dublin
- 20 mars, victoire 26 à 10 contre le pays de Galles à Paris.

## Points marqués par les Français

### Match contre l'Angleterre
- Philippe Saint-André (10 points) : 2 essais
- Didier Camberabero (5 points) : 1 transformation, 1 pénalité

### Match contre l'Écosse
- Didier Camberabero (6 points) : 2 pénalités
- Thierry Lacroix (5 points) : 1 essai

### Match contre l'Irlande
- Didier Camberabero (11 points) : 1 transformation, 2 pénalités, 1 drop
- Philippe Saint-André (5 points) : 1 essai
- Philippe Sella (5 points) : 1 essai

### Match contre le pays de Galles
- Philippe Benetton (10 points) : 2 essais
- Thierry Lacroix (9 points) : 3 pénalités
- Jean-Baptiste Lafond (7 points) : 1 essai, 1 transformation